# W-діапазон
W-діапазон — частина діапазону мікрохвильового випромінювання електромагнітного спектру, що відповідає відрізку частот від 75 до 110 ГГц, і довжинам хвиль ≈2.7–4 мм. Він знаходиться вище V-діапазону (40–75 ГГц) по частотах відповідно до стандартизації IEEE, і перекриває виділений NATO M-діапазон (60–100 ГГц). W-діапазон використовують для супутникового зв'язку, в радарах міліметрового діапазону, військових радарах для виявлення і відстежування цілей, і для деяких невійськових застосувань.

## Радар
Пасивні радари міліметрового діапазону для виявлення прихованої зброї працюють на частоті 94 ГГц. Частоти близько 77 ГГц використовують для радара системи круїз контролю автомобілів. Частота 94 ГГц атмосферного радіовікна використовується для візуалізації міліметрових хвиль за допомогою радарів в астрономії, оборонній сфері і в системах охорони.

## Тепловий промінь
Існує зброя нелетальної дії, в якій міліметрові хвилі використовуються для нагрівання тонкого шару людської шкіри до нестерпної для сприйняття температури, що змушує людину відступити. Дія випромінювання протягом 2 секунд у вигляді сфокусованого пучка частотою в 95 ГГц розігріває шкіру до температури в 130 °F (54 °C) із глибиною проникнення в 1/64 дюйма (0.4 мм). Цей тип систем активного ураження використовують Повітряні сили США та Корпус морської піхоти США.

## Зв'язок
З точки зору можливостей застосування для обладнання зв'язку, W-діапазон може забезпечити високу пропускну здатність даних за умови використання його на великих висотах та у космосі. (Міжнародний союз електрозв’язку регламентує сегменту 71–76 ГГц / 81–86 ГГц W-діапазону для супутникових каналів зв'язку.) Через високе навантаження на спектр більш низьких частот, інтерес до цих виділених частот W-діапазону для супутників серед комерційних операторів супутникових послуг постійно зростає, хоча жодного комерційного проекту на цих частотах ще не було реалізовано.